# (37954) 1998 HF47
1998 HF47 (asteroide 37954) é um asteroide da cintura principal. Possui uma excentricidade de 0.21910460 e uma inclinação de 13.76325º.
Este asteroide foi descoberto no dia 20 de abril de 1998 por LINEAR em Socorro.